# Međimurje-Pferd
Das Međimurje-Pferd [ˈmɛdʑimuːrjɛ] (deutsch auch Murinsulaner, kroatisch Međimurski konj oder Međimurec, ungarisch Muraközi ló, slowenisch Medžimurski konj) ist eine autochthone kroatische Kaltblut-Pferderasse stammend aus der Gespanschaft Međimurje.

## Geschichte
Diese reinblütige Pferderasse entstand höchstwahrscheinlich gegen Ende des 18. oder Anfang des 19. Jahrhunderts durch Einkreuzung heimischer Stuten (schon mit einer Beimischung, bzw. Anteil von anglo-arabischem Blut) und Hengste der Noriker-, Ardenner-, Percheron- und Brabanter-Zuchtlinien. Da die heutige Gespanschaft, damals Herrschaft Međimurje, in der Habsburgermonarchie zeitweise administrativ ein Teil des ungarischen Komitats Zala wurde, findet man oft in der Fachliteratur, dass das Međimurje-Pferd eine Rasse ungarischer Herkunft sei.
Einst im ganzen Norden Kroatiens (Gespanschaften Međimurje, Krapina-Zagorje, Varaždin und Koprivnica-Križevci), sowie im Südwesten Ungarns, Osten Sloweniens und Österreichs verbreitet, blieb heute in der heimischen Gespanschaft nur eine Međimurje-Pferd-Population von etwa 40 Tieren. Im Südwesten Ungarns jedoch, jenseits des Ufers des Mur-Flusses, ist die Population etwas größer, obwohl es allgemein vom Aussterben bedroht ist.
Zum Erhalt und zur Revitalisierung des Međimurje-Pferdes wurde 2015 im Nordwesten der Gespanschaft Međimurje von einer öffentlichen Institution für Naturschutz das Gestüt Žabnik gegründet. Im Jahr 2020 wurde in Macinec das Center für Zucht und Schutz des Međimurje-Pferdes eröffnet.

## Merkmale
Ein typisches Međimurje-Pferd ist stämmig, kompakt und kraftvoll, mit einer Widerristhöhe zwischen 155 und 165 cm, womit es, im Vergleich mit anderen heimischen Kaltblut-Pferderassen, deutlich höher als das Kroatische Posavac (140–150 cm) und ähnlich wie ein Kroatisches Kaltblut (150–160 cm) ist.
Der Kopf mit relativ kleinen Ohren sitzt auf einem kurzen, muskulösen und leicht gebogenen Hals, die Brust sowie der Rücken sind breit und der Rumpf gut entwickelt, kräftig und harmonisch, während die Beine massiv sind und gut ausgebildet. Die häufigsten Fellfarben sind braun (von hell bis dunkel), schwarzbraun, fuchs oder rappe, andere Farben sind dagegen eher selten.
Es ist allgemein eine gutmütige, einsatzwillige und ausdauernde Pferderasse mit gleichmäßigem Temperament, die vorwiegend als Zug- und Arbeitspferd in der Land- und Forstwirtschaft eingesetzt wird. Da dies aufgrund der fortschreitenden Mechanisierung kaum noch vertreten ist, werden heute Međimurje-Pferde auch für die Fleischproduktion immer mehr genutzt.

## Fotos

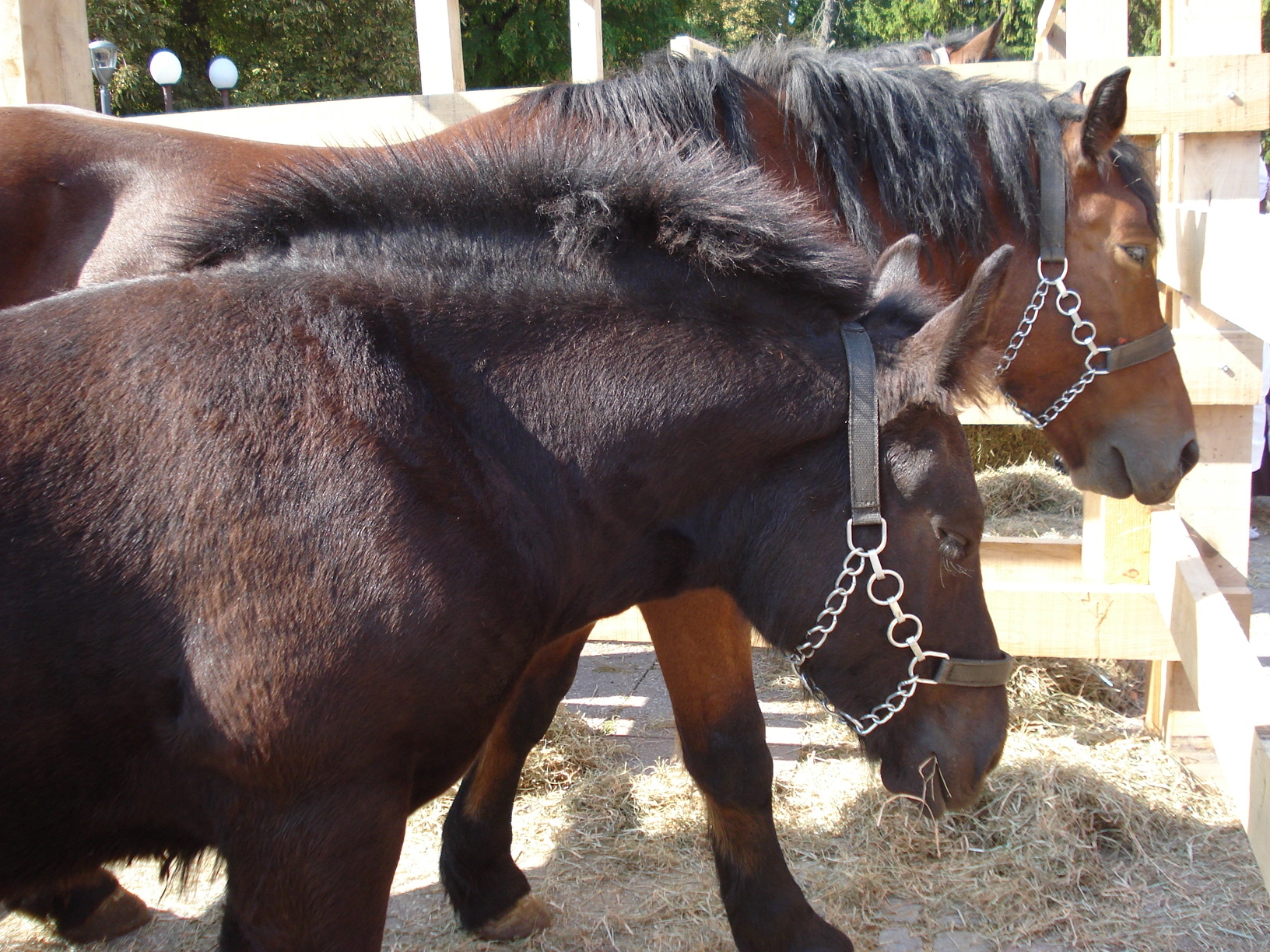
Stute und Fohlen
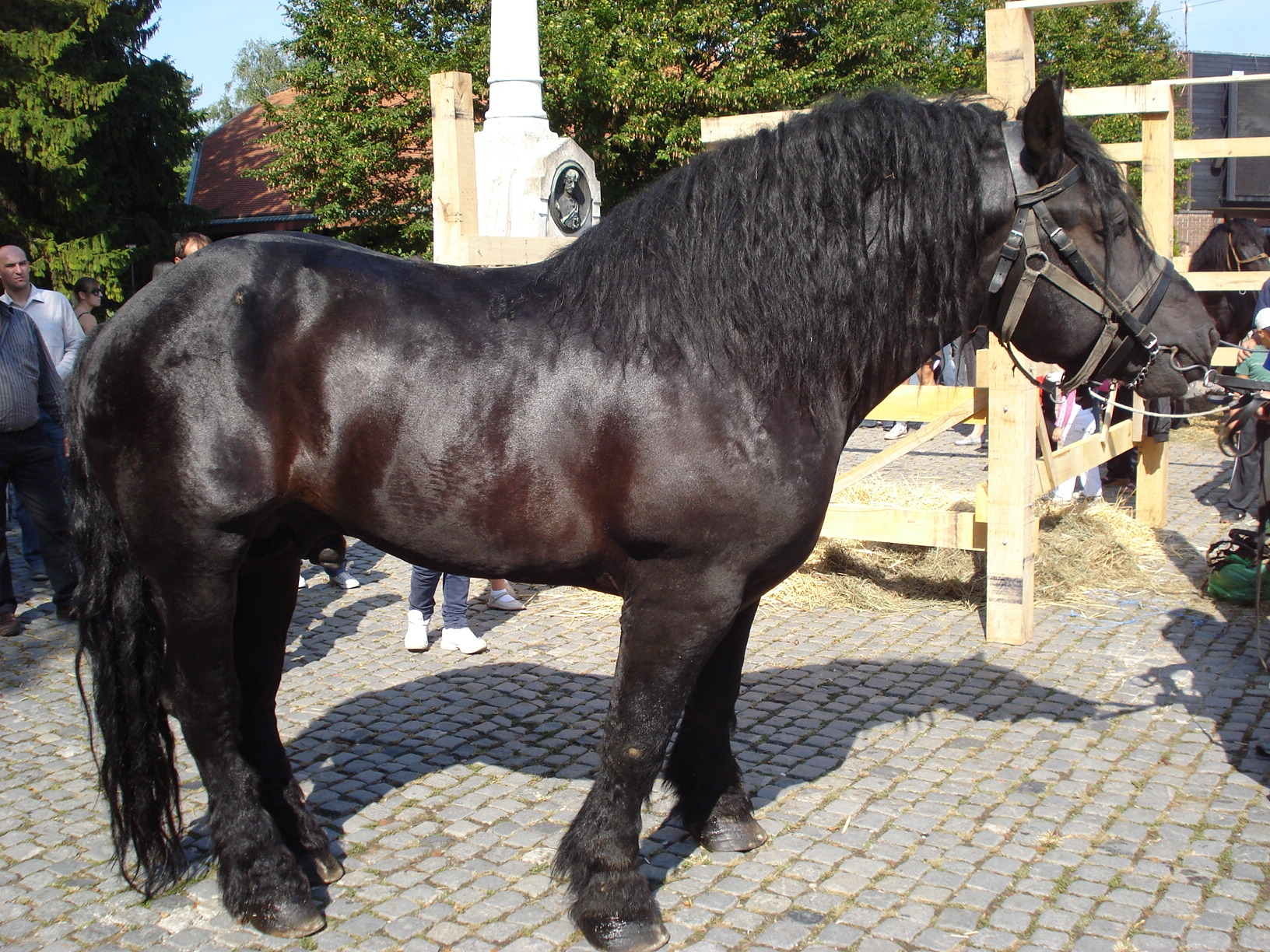
Hengst
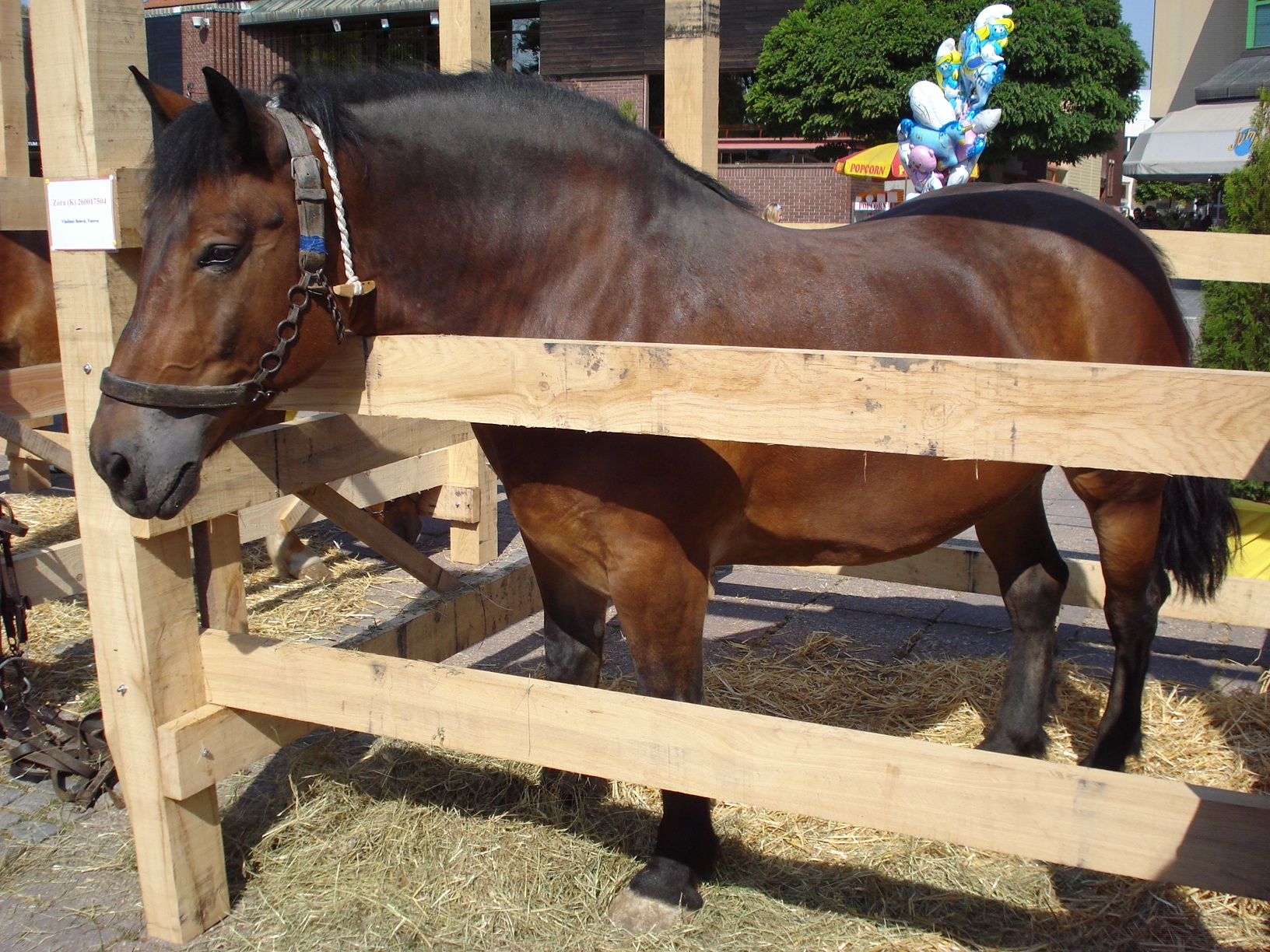
Stute
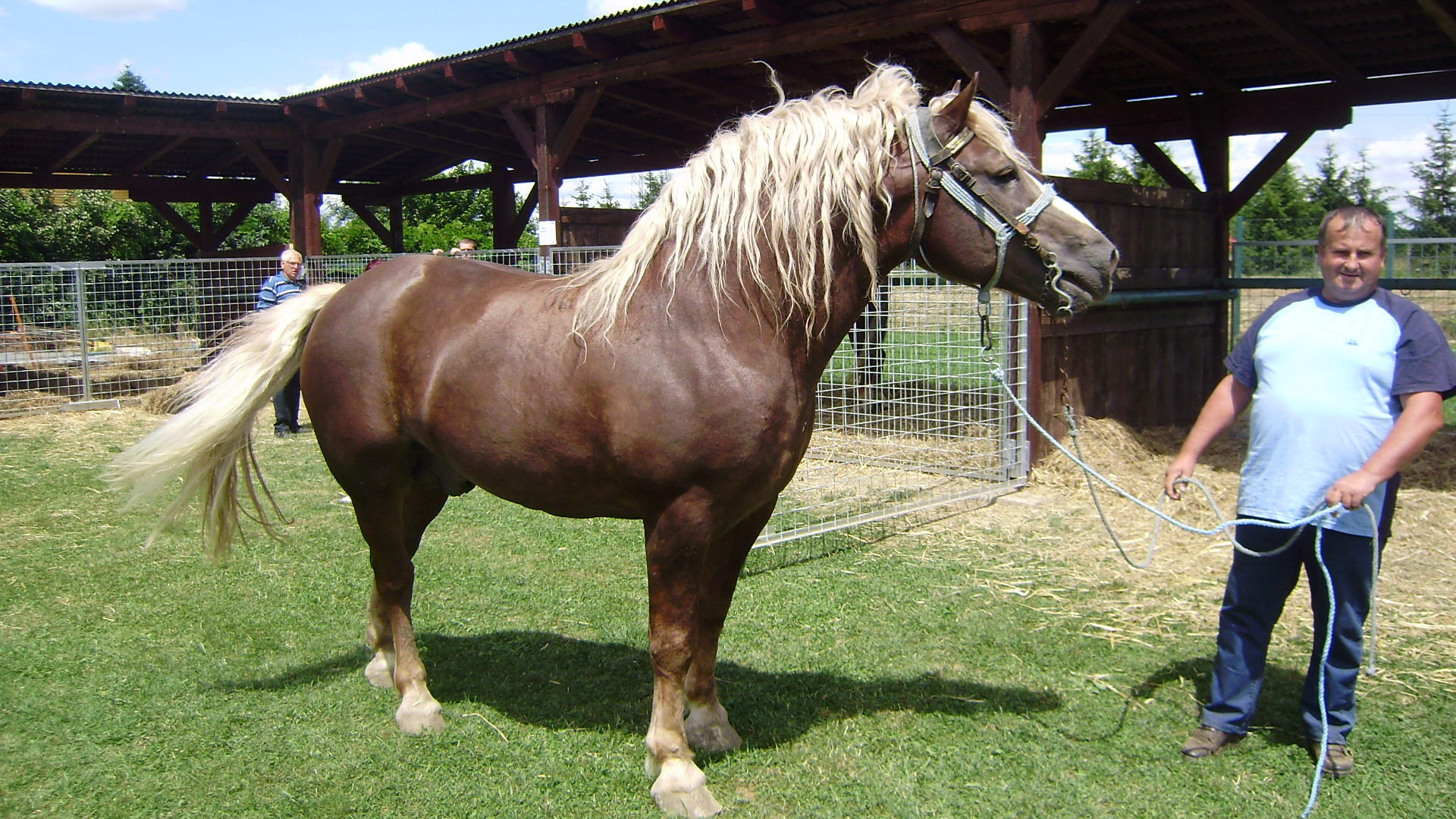
Hengst (Dunkelfuchs mit Flaxen)
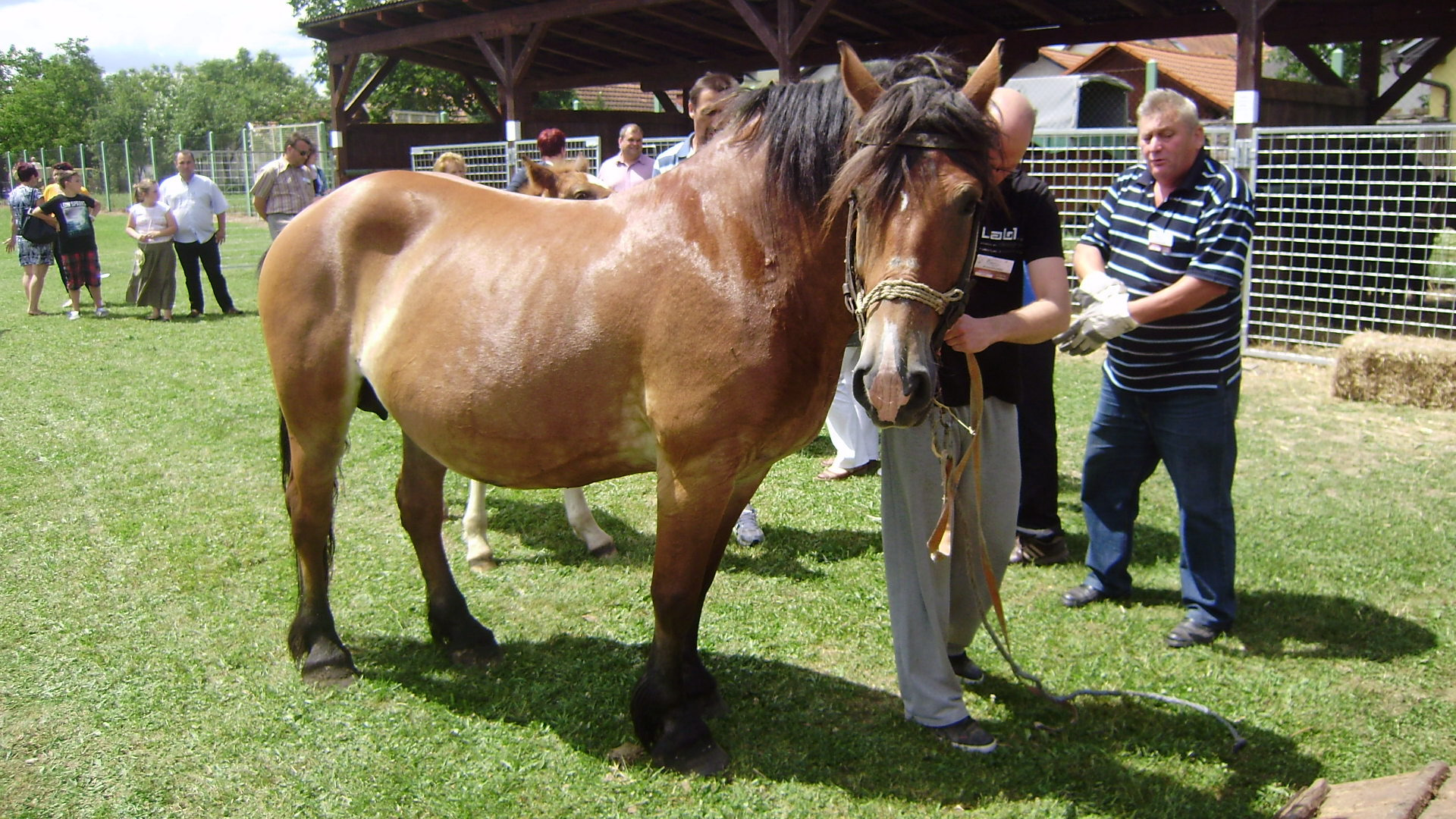
Trächtige Stute (Hellbrauner)
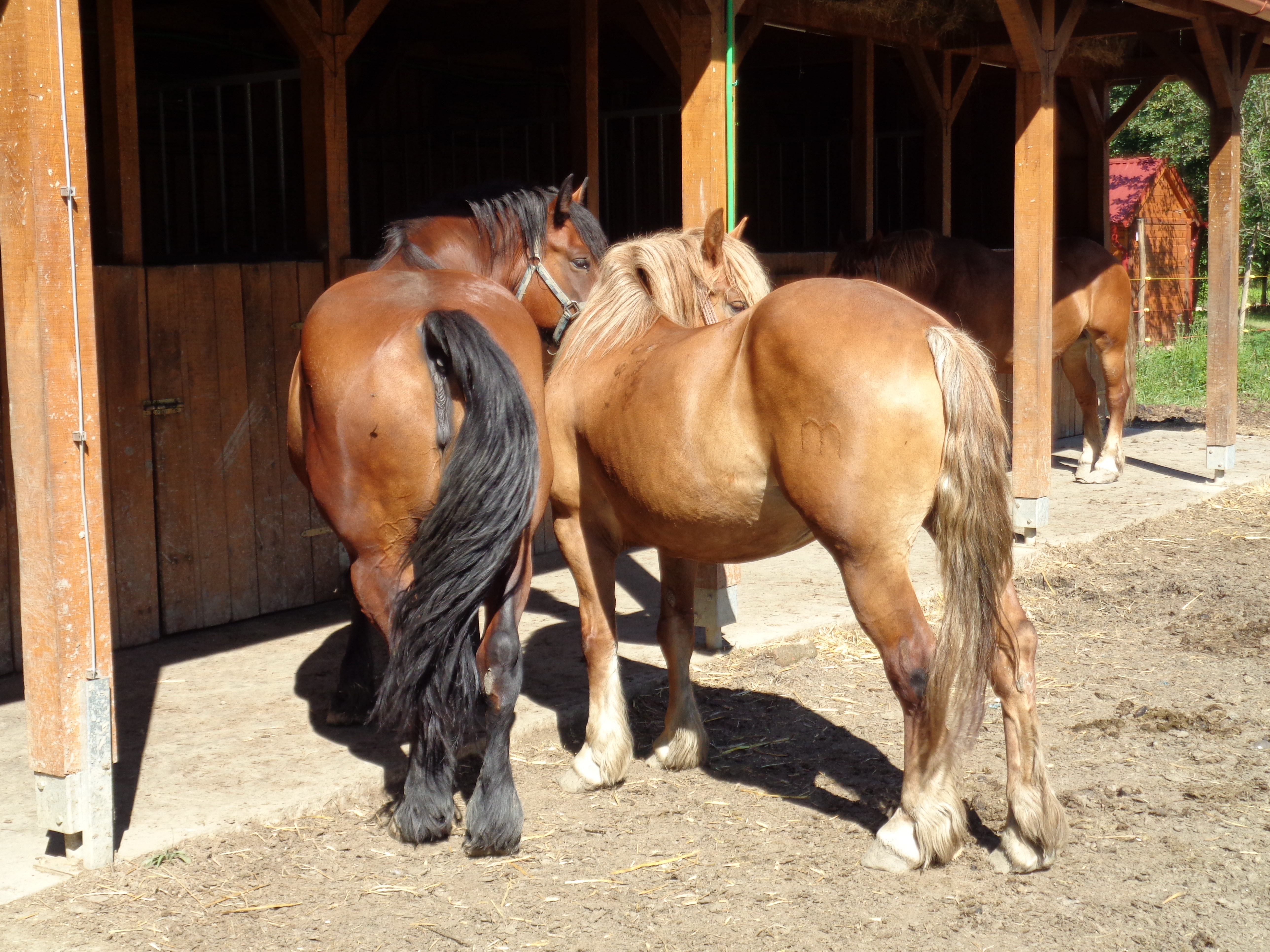
Gestüt des Međimurje-Pferdes in Žabnik
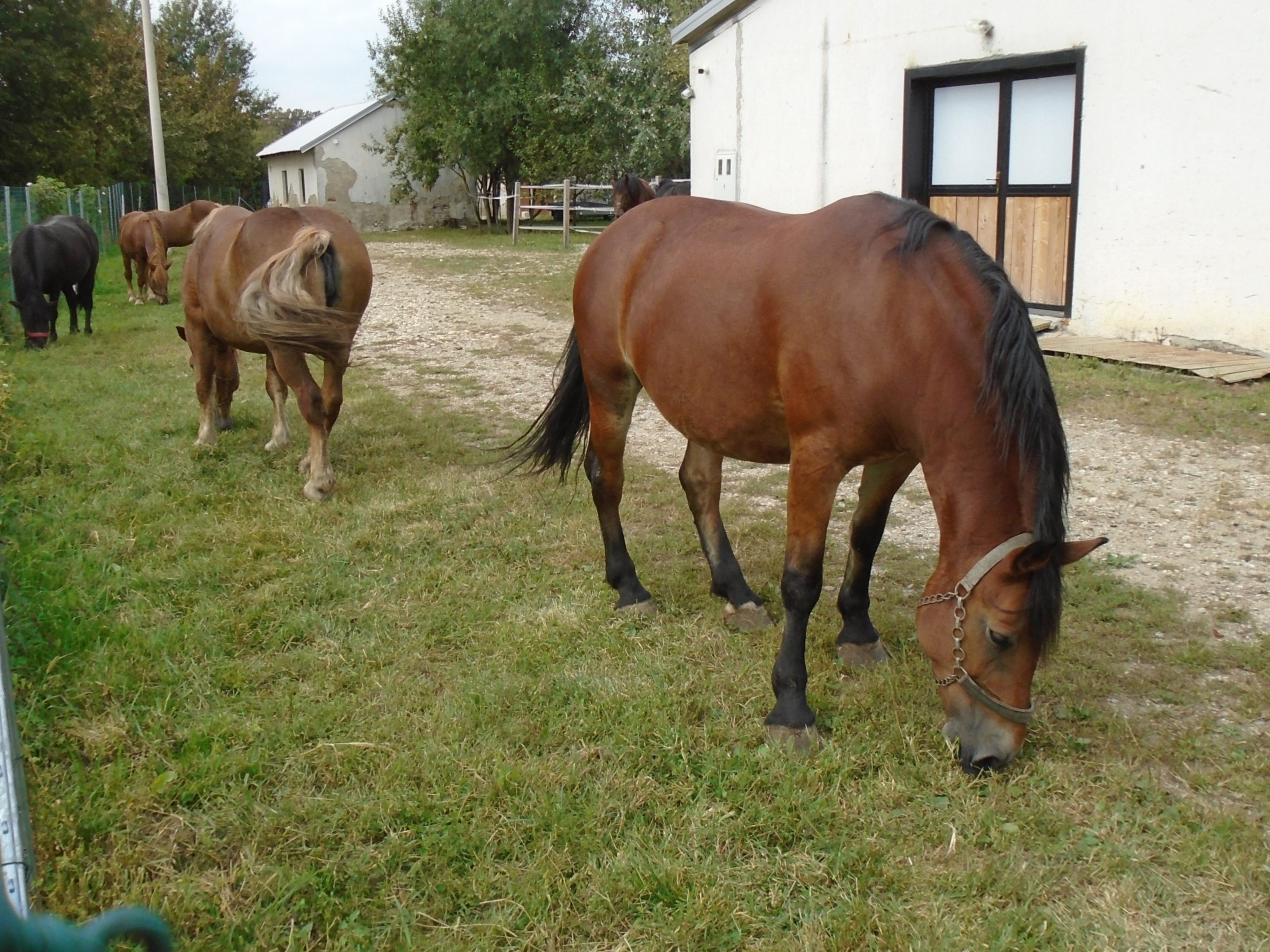
Stuten im "Center für Zucht und Schutz des Međimurje-Pferdes" in Macinec